# Mixtec-Cuicatec jezici
Mixtec-Cuicatec jezici, skupina indijanskih jezika mikstečke porodice, velika porodica otomang. Obuhvaća 54 jezika, to to dva podskupine cuicatec, i 52 podskupine mixtec. Svi se govore u Meksiku. Predstavnici su:
a. Cuicatec (2): Cuicatec, Tepeuxila [cux], Cuicatec, Teutila [cut].
b. Mixtec (52): Mixtec, Alacatlatzala [mim], Mixtec, Alcozauca [xta], Mixtec, Amoltepec [mbz], Mixtec, Apasco-Apoala [mip], Mixtec, Atatláhuca [mib], Mixtec, Ayutla [miy], Mixtec, Cacaloxtepec [miu], Mixtec, Chayuco [mih], Mixtec, Chazumba [xtb], Mixtec, Chigmecatitlán [mii], Mixtec, Coatzospan [miz], Mixtec, Cuyamecalco [xtu], Mixtec, Diuxi-Tilantongo [xtd], Mixtec, Huitepec [mxs], Mixtec, Itundujia [mce], Mixtec, Ixtayutla [vmj], Mixtec, Jamiltepec [mxt], Mixtec, Juxtlahuaca [vmc], Mixtec, Magdalena Peñasco [xtm], Mixtec, Metlatónoc [mxv], Mixtec, Mitlatongo [vmm], Mixtec, Mixtepec [mix], Mixtec, Sjeverni Tlaxiaco [xtn], Mixtec, Sjeverozapadni Oaxaca [mxa], Mixtec, Ocotepec [mie], Mixtec, Peñoles [mil], Mixtec, Pinotepa Nacional [mio], Mixtec, San Juan Colorado [mjc], Mixtec, San Juan Teita [xtj], Mixtec, San Miguel el Grande [mig], Mixtec, San Miguel Piedras [xtp], Mixtec, Santa Lucía Monteverde [mdv], Mixtec, Santa María Zacatepec [mza], Mixtec, Silacayoapan [mks], Mixtec, Sindihui [xts], Mixtec, Sinicahua [xti], Mixtec, Jugoistočni Nochixtlán [mxy], Mixtec, Južni Puebla [mit], Mixtec, Jugozapadni Tlaxiaco [meh], Mixtec, Soyaltepec [vmq], Mixtec, Tacahua [xtt], Mixtec, Tamazola [vmx], Mixtec, Tezoatlán [mxb], Mixtec, Tidaá [mtx], Mixtec, Tijaltepec [xtl], Mixtec, Tlazoyaltepec [mqh], Mixtec, Tututepec [mtu], Mixtec, Zapadni Juxtlahuaca [jmx], Mixtec, Yoloxóchitl [xty], Mixtec, Yosondúa [mpm], Mixtec, Yucuañe [mvg], Mixtec, Yutanduchi [mab].

## Vanjske poveznice
- Ethnologue (14th)
- Ethnologue (15th)